# 条纹噪鹛
条纹噪鹛（学名：Grammatoptila striata），是噪鹛科条纹噪鹛属的唯一一种，分布于印度、缅甸、不丹、中国大陆（云南、西藏等地）和尼泊尔。该物种的保护状况被评为无危。
条纹噪鹛的平均体重约为97.2克。栖息地包括亚热带或热带的湿润低地林、亚热带或热带的高海拔疏灌丛和亚热带或热带的湿润山地林。该物种的模式产地在喜马拉雅山脉地区。
它原本属于噪鹛属，2018年改为现在的分类。

## 亚种
- 条纹噪鹛藏南亚种（学名：Grammatoptila striata cranbrooki）。分布于不丹、印度、缅甸以及中国大陆的西藏、云南等地。该物种的模式产地在缅甸Adung山谷。[5]
- 条纹噪鹛珠峰亚种（学名：Grammatoptila striata vibex）。分布于尼泊尔以及中国大陆的西藏等地。该物种的模式产地在尼泊尔的Godavari。[6]